# 但馬海岸
但馬海岸（たじまかいがん）は日本海に面し、兵庫県豊岡市気比から美方郡香美町の香住海岸を経て美方郡新温泉町居組に至る東西約50kmの岩礁海岸。
但馬国の海岸と同義。すべての海岸線が山陰海岸国立公園及び山陰海岸ジオパークに含まれ、一部の海岸部が国の名勝および天然記念物、海中公園に指定されている。

## 概要

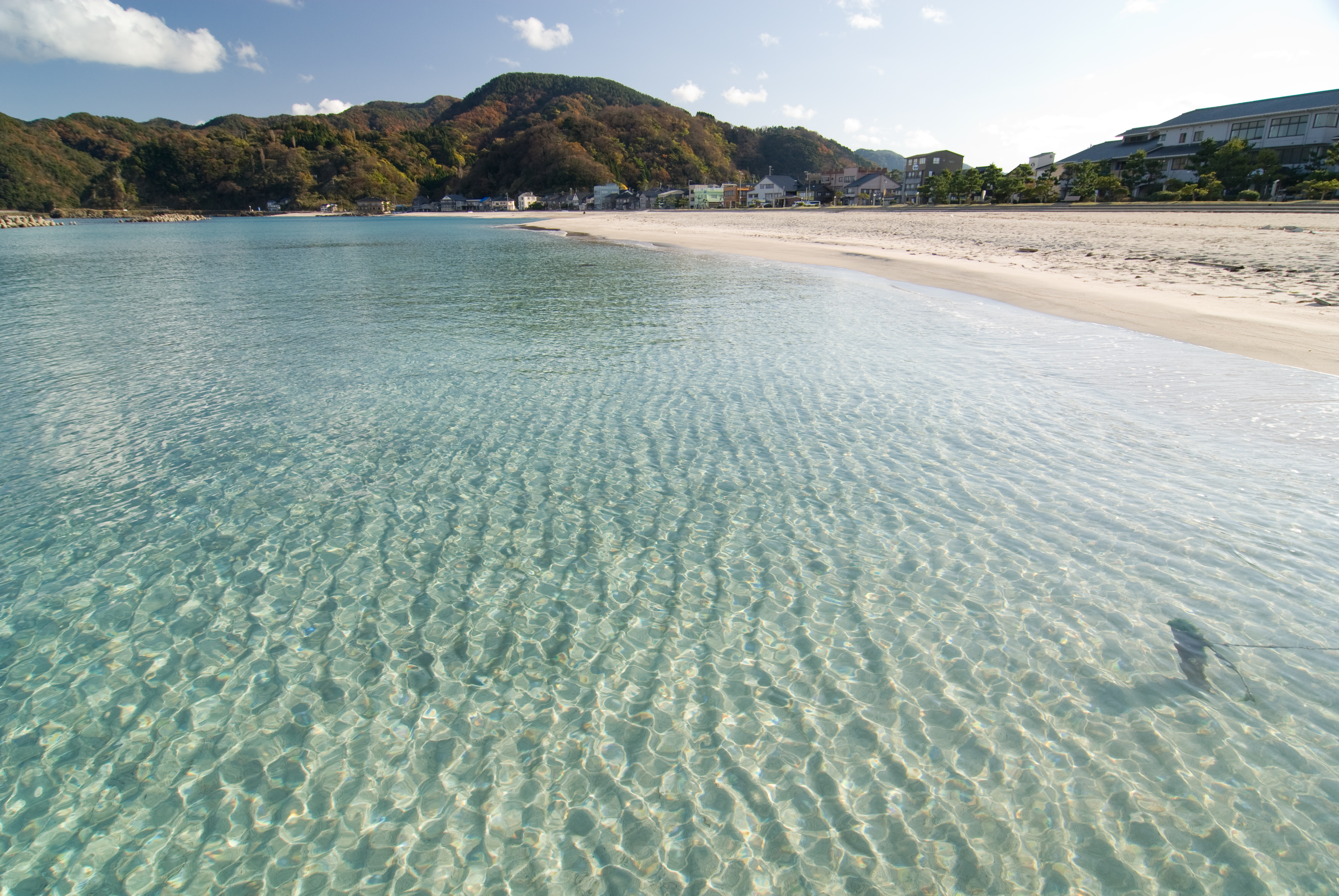
竹野浜

山陰海岸国立公園の中心に位置するリアス式海岸を主体とする全長およそ50kmの海岸線である。豊岡市気比の津井山海岸から、美方郡香美町の香住海岸を経て美方郡新温泉町居組に至る海岸の総称。
日本海沿岸に接する府県の中では最も短い海岸線であるが、沿岸は山地が直接海の落ち込み、平地が少なく、岬や入り江が複雑に入り組んだ典型的なリアス式沈降海岸となっており、断崖、洞窟、洞門、奇岩が多い。また、海水が陸水の影響を受けることが少ないため、透明度が高く、澄んでいる。海底の起伏も変化に富み、海藻類が繁茂している。
新温泉町の但馬御火浦が国の名勝および天然記念物に指定されており、火山砕屑岩からなる海食洞の旭洞門や、洞門としては世界最大級の釣鐘洞門などがある。香美町の香住海岸が国の名勝に指定されており、柱状節理と板状節理からなる鎧の袖が国の天然記念物に指定されている。また、竹野海岸の猫崎半島の東に広がる竹野浜は遠浅かつ透明度の高さを特徴とする、環境省の「日本の快水浴場百選」や「日本渚百選」に選ばれている日本を代表する海水浴場の一つであり、来客数においても近畿圏屈指とされる。
美しい自然景観を呈していることから1963年に国立公園の指定を受けた。

## 沿岸の自治体
- 新温泉町
- 香美町
- 豊岡市

## 主な港
- 津居山港
- 竹野港
- 柴山港（国土交通省港湾局指定避難所）
- 香住港（特定第3種漁港）
- 浜坂港

## 見所・観光スポット

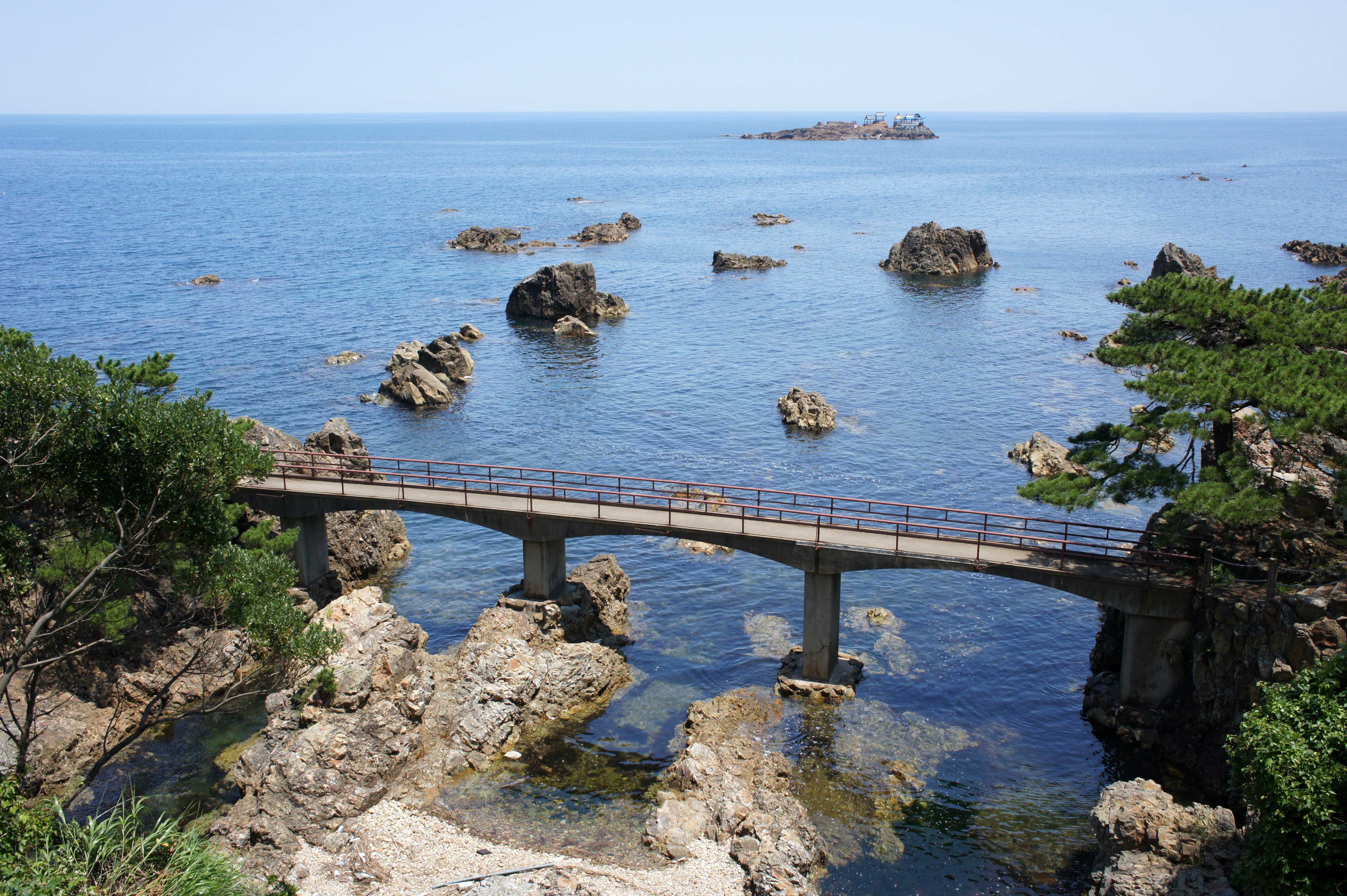
日和山海岸（豊岡市）

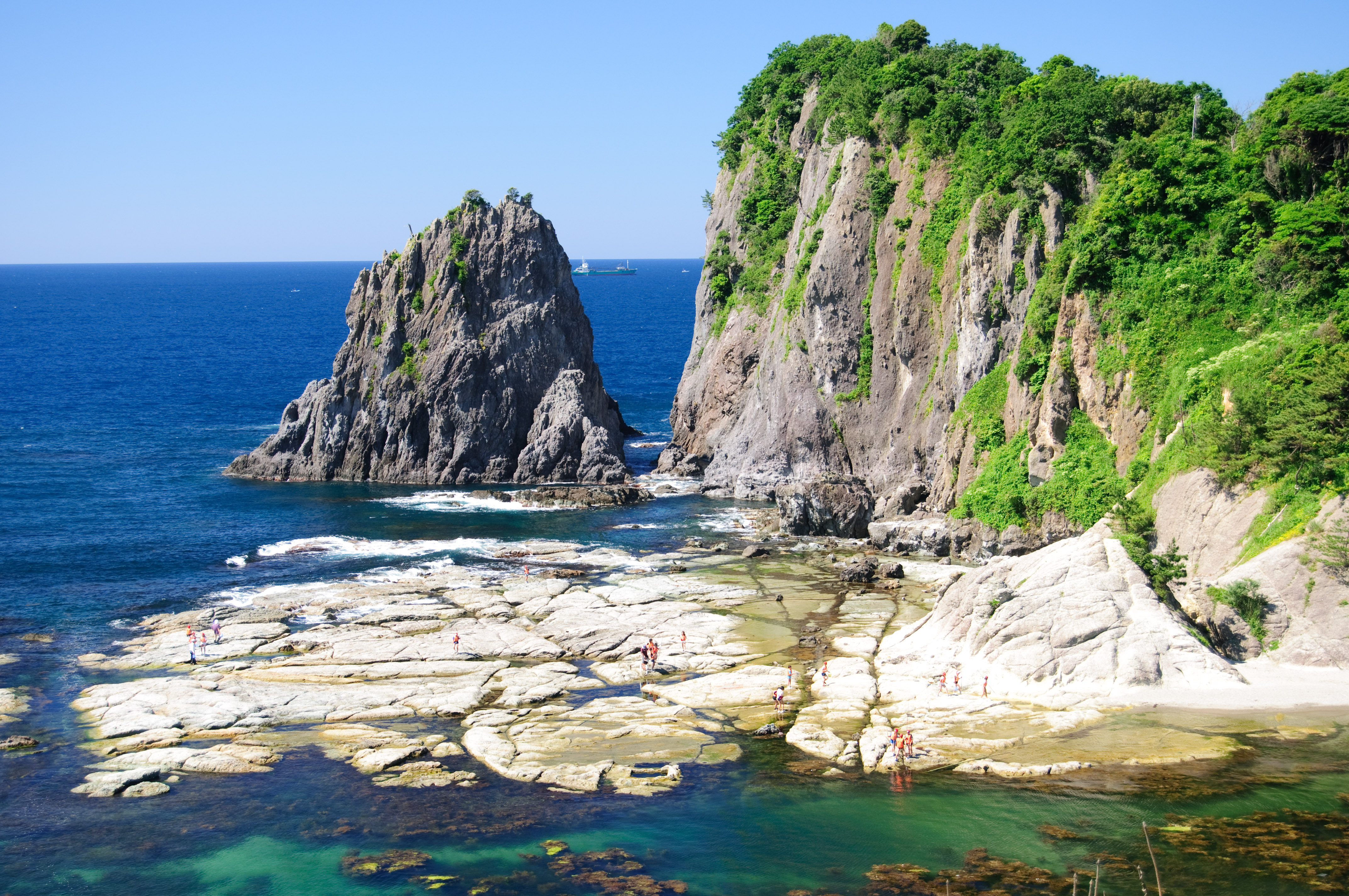
今子浦（香美町）

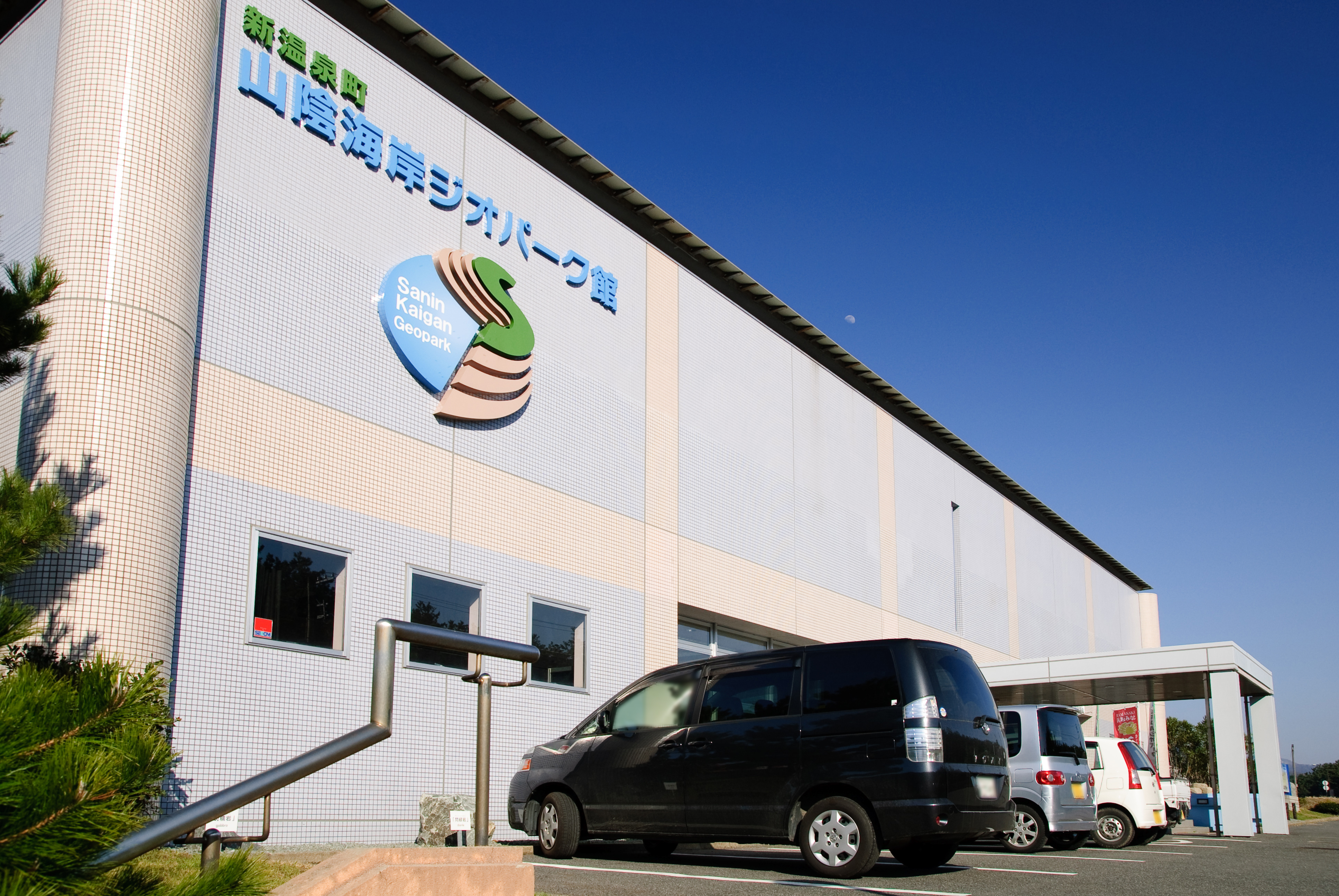
山陰海岸ジオパーク館（新温泉町）

### 日和山・竹野海岸（豊岡市）
- 津居山海岸 - 気比の浜（海水浴場、キャンプ場）
- 日和山海岸 - 城崎マリンワールド、豊岡海中公園
- 竹野海岸 - 竹野浜、猫崎半島（陸繋島）、北前館、切浜、淀の洞門、はさかり岩
- 大浦海岸 - 竹野海中公園、竹野スノーケルセンター・ビジターセンター

### 香住海岸（香美町）
- 佐津海岸 - 佐津海水浴場、臼ヶ浦島、安木浜
- 今子浦 - 今子千畳敷、但馬赤壁、かえる岩、今子浦ファミリーパーク（国民宿舎、キャンプ場）、大引きの鼻
- 香住湾 - 香美町海の文化館、遊覧船かすみ丸、しおかぜ香苑（海浜公園）
- 岡見公園 - 海防艦戦没者慰霊碑、香住天文館
- 鎧の袖（国の天然記念物）
- 但馬松島
- 余部橋梁（JR西日本 山陰本線 餘部駅）
- 御崎灯台（日本一高い灯台）

### 浜坂海岸（新温泉町）
- 浜坂県民サンビーチ（日本の白砂青松100選）、山陰海岸ジオパーク館
- 但馬御火浦（国の名勝及び天然記念物） - 旭洞門、釣鐘洞門（世界最大の洞門）
- 諸寄海岸 - 諸寄東ノ洞門、諸寄西ノ洞門（高さ180mの千賊断崖）
- 居組海岸 - 穴見海岸 - 白島、赤島、めおと島、 日本洞門、亀山洞門

## 海水浴場
- 気比の浜
- 竹野浜 - 日本の渚100選、日本の水浴場55選、日本の水浴場88選、快水浴場百選
- 青井浜ワンワンビーチ
- 弁天浜
- 切浜
- 浜須井海水浴場
- 安木浜
- 佐津海水浴場（訓谷浜）
- 今子浦海水浴場
- 香住浜
- 三田浜
- 浜坂県民サンビーチ - 日本の白砂青松100選
- 諸寄海水浴場
- 居組県民サンビーチ

## 海中公園
3か所が但馬海岸海中公園として指定されており、豊岡海中公園が御待岬の地先海面の海域、竹野海中公園が竹野町の大浦海岸、
浜坂海中公園が新温泉町田井地区の田井松島と諸寄地区の海金剛の区域が指定されている。
- 豊岡海中公園 - 御待岬（瀬戸地区、7.8ha）
- 竹野海中公園 - 大浦（大浦海岸、9.9ha）
- 浜坂海中公園 - 田井松島（田井地区、10.0ha）海金剛（諸寄地区、9.2ha）